# فرقة قوات التدخل السريع (ألمانيا)
فرقة قوات التدخل السريع أو حرفيًّا فرقة القوات السريعة التي كانت تُعرف سابقًا باسم شعبة العمليات الخاصة هي فرقة محمولة جواً في الجيش الألماني. يقع مقرها الرئيسي في شتاتالندورف. أقيمت باسم الفرقة الأولى المحمولة جوا ( 1. Luftlandedivision ) في عام 1956 وأعيد تشكيلها مرتين في عامي 1994 و2001 باسم قيادة القوات المحمولة جوًّا / الفرقة الرابعة ( Kommando Luftbewegliche Kräfte / 4) وفرقة العمليات الخاصة وفي نهاية المطاف فرقة القوات السريعة. تقود الفرقة ثلاثة ألوية قتالية وقوات من القوات الخاصة، كلها محمولة بالكامل. في يونيو 2014، تم دمج اللواء 11 الجوي الهولندي بالكامل في القسم كجزء من التعاون العسكري الثنائي بين ألمانيا وهولندا، وفي عام 2017، ضم لها اللواء الروماني 81 الآلي. 

## روابط خارجية
- الموقع الرسمي لقسم Schnelle Kräfte